# نت‌بینز
نت‌بینز (به انگلیسی: NetBeans) هم به چارچوب پلتفرم برنامه‌های رومیزی جاوا اشاره دارد و هم به محیط یکپارچهٔ توسعه نرم‌افزار برای توسعهٔ زبان‌هایی چون جاوا، جاوااسکریپت، پی‌اچ‌پی، گرووی، سی، سی++، پایتون و دیگر زبان‌ها؛ ولی از NetBeans IDE 7.0 دیگر از روبی و روبی آن ریلز پشتیبانی نمی‌کند. به جرات می‌توان گفت که نت‌بینز اولین IDE است که اینتلی‌سنس SQL را (هم دستور زبان هم بارگذاری جداول و بانک‌های اطلاعاتی پیش‌فرض شده برای پروژه) در داخل استرینگ‌های وسط کد پروژه ارائه کرد.

نت‌بینز تحت زبان جاوا نگارش یافته و در هر محیطی که ماشین مجازی جاوا وجود داشته باشد، مانند ویندوز، گنو/لینوکس، مکینتاش و سولاریس قابلیت اجرایی دارد. وجود کیت توسعه جاوا برای توسعهٔ زبان جاوا در این محیط الزامی است اما وجود آن برای توسعه سایر زبان‌ها این چنین نیست.
سکوی نت‌بینز این امکان را برای برنامه‌های کاربردی فراهم می‌سازد تا بتوانند به صورت پیمانه‌ای (به انگلیسی: modular) از اجزا نرم‌افزاری با نام پیمانه (به انگلیسی: module) ایجاد شوند. برنامه‌های کابردی مبتنی بر سکوی نت‌بینز (که شامل محیط توسعهٔ نت‌بیتز نیز می‌شود) قابلیت توسعه از سوی توسعه‌گران ثالث را نیز داراست.

## تاریخچه
نتبینز از سال ۱۹۹۶ به عنوان یک پروژه دانشجویی با نام اولیه نت‌بینز شروع به کار کرد. این محیط برای ایجاد محیطی شبیه به محیط توسعه مجتمع دلفی برای زبان جاوا، که خود به زبان جاوا نوشته شده باشد، بود. در سال ۱۹۹۷، رومان استانک شرکتی را پیرامون این پروژه برای استفاده تجاری از محیط نگارش یافته ایجاد نمود. این شرکت بعدها در سال ۱۹۹۹ توسط شرکت سان مایکروسیستمز خریداری گردید. سان در ماه ژوئن همان سال این محیط را متن باز اعلام نمود. گروه نتبینز با مشارکت افراد و شرکت‌های مختلف از همان سال رشدش را ادامه داد.
زمانهای انتشار محیط ویرایش نتبینز

### نسخه کنونی
نسخه ۸٫۲ نسخه ۲۰۱۷ این محیط است. در نسخه ۶٫۳ و ۷٫۳ و ۸ پس از بتا در این محیط تغییرات انقلابی عمده ایجاد شدند. اگرچه در زبان‌های پشتیبانی شده برنامه گفته نشده‌است اما قابلیت پشتیبانی از زبان‌های حاشیه‌ای مورد نیاز در برنامه‌نویسی پی‌اچ‌پی و ایچ‌تی‌ام‌ال را دارد مانند SQL و MySQL یا Javascript.
با معرفی نگارش ۶ محیط نتبیز، ویژگی‌هایی همچون CVS بهبود یافته،Weblogic 9 و JBoss 4 را پشتیبانی می‌نمود. همچنین این محیط به عنوان یکی از برنامه‌های مخزن لینوکس از نگارش ۸٫۴ اوبونتو و دبیان، به صورت رسمی معرفی گردید.

از نگارش ۶٫۹ پشتیبانی از اواس‌جی‌ای و چارچوب اسپرینگ نگارش سوم آغاز شده همچنین این نسخه از چارچوب زِند (بای توسعهٔ پی‌اچ‌پی) نیز پشتیبانی می‌نماید. راهیابی ساده‌تر کد (مثل اعلان‌ّایی از قبیل بارگذاری مجدد (به انگلیسی: Overridden) یا پیاده‌سازی (به انگلیسی: impelements)) را در تمام زبان‌های پشتیبانی شده توسط نتبینز، ایجاد نموده‌است.
نگارش هفتم نیز در فروردین ۱۳۹۰ منتشر شد. آخرین نسخه در حال حاضر ۸٫۲ می‌باشد.

## سکوی نتبینز
سکوی نتبینز در واقع یک چهارچوب با قابلیت استفاده مجدد برای آسان‌سازی توسعه برنامه‌های رومیزی تحت جاوا سوینگ است. بسته محیط توسعه مجتمع نتبینز برای نگارش استاندارد جاوا شامل تمام امکاناتی است که برای نوشتن پلاگین‌های نتبینز و برنامه‌های مبتنی بر پلتفرم نتبینز لازم است. در نتیجه هیچ گونه نیازی به SDK نیست.
این پلتفرم خدمات مشترکی را ارائه می‌دهد که قابلیت استفاده مجدد را داراست و به توسعه دهندگان این اجازه را می‌دهد تا بر روی ویژگی منطق برنامه تمرکز نمایند. برخی از ویژگی‌های این پلتفرم عبارتند از:
- مدیریت واسط کاربری
- مدیریت تنظیمات کاربری
- مدیریت ذخیره‌سازی
- مدیریت پنجره
- کتابخانه بصری نتبینز

## محیط توسعه مجتمع نتبیز
محیط توسعه نتبیتز یک برنامه مجتمع متن باز است. نتبینز تمام برنامه‌های مبتنی بر جاوا (از قبیل جاوا نسخه استاندارد، جاوا اف ایکس، جاوا نسخه میکرو، وب و نیز برنامه‌های همراه) را پشتیبانی می‌نماید.
پیمانه‌ای بودن: همهٔ فعالیت‌های صورت گرفته در محیط توسعه توسط پیمانه‌هایی (به انگلیسی: Modular) است. هر ماجول کاری تعریف شده را انجام می‌دهد، برای مثال پشتیبانی از زبان جاوا، ویرایش یا پشتیبانی از تسخه‌گذاری سیستمی سی‌وی‌اس و اس‌وی‌ان. تمام این ماجول‌های در یک بسته برای دانلود فراهم شده تا توسعه‌دهنده بتواند به سرعت کارش را شروع نماید. پیمانه‌ای بودن برنامه به آن کمک کرده تا در آینده قابل توسعه نیز باشد و بتوان ماجول‌هایی را نوشته و به سامانه اضافه نمود. برای مثال پشتیبانی از زبان‌های دیگر از این نوع ماجول‌ها هستند که می‌توانند به صورتی نصب‌شدنی به سامانه اضافه شوند. استودیو سان، ابزار توسعهٔ سازمانی سان برای جاوا و استودیو سازنده جاوا که هر دو از طرف شرکت سان میکروسیستمز ارائه شده‌بودن بر مبنای نتبینز ساخته‌شده بوند.
اجازه‌نامه‌ها: از تیر ماه ۱۳۸۵ تا ۱۳۸۶، محیط توسعهٔ نتبینز، تحت اجازه‌نامهٔ سان با نام اجازه‌نامه توسعه و توزیع مشترک (که به صورت مخفف CCDL خوانده می‌شود) یک اجازه‌نامه می‌تنی بر اجازه‌نامه عمومی موزیلا (با کوته‌نوشت MPL) منتشر می‌شد. از مهرماه ۱۳۸۶ سان اعلان نمود که از این به بعد این محیط توسعه را تحت دو اجازه‌نامه از CCDL و جی‌پی‌ال نگارش دوم و با استفاده از پیونده استثنایی برای کلاس‌پث گنو منتشر خواهد نمود.

## ویژگی‌ها
- ورژنینگ
  - این محیط از GIT آنلاین (تحت پروتکل‌های SSH وFTP و SFTP و GIT و HTTP و HTTPS و حتی فایل (قابل اینتگریت کردن با برنامه‌هایی مانند SugarSync)) و آفلاین (در دو حالت ریپوزیتوری (نیازمند آغاز کردن اولیه (اینیشیالایز)) و هیستوری تک تک کدها به صورت پیش‌فرض) پشتیبانی می‌کند.[۸]
  - پشتیبانی از مرکوریال
  - پشتیبانی از ساب‌ورژن
- این محیط از اینتگریت شدن با بش لینوکس و بش سیگ‌وین در ویندوز پشتیبانی می‌کند.
- پشتیبانی از موتورهای مستندساز خودکار (کامنت به مستندات خارجی) مانند PhpDoc
- پشتیبانی از فریم‌ورک‌های سرشناس متعدد به صورت پیشفرض و امکان افزودن پلاگین‌های گسترش دهنده بسیار
- پشتیبانی از Composer (احتمالاً از نسخه ۸ به بعد)
- ویژگی مخصوص NetBeans به نام : Connector

### معایب
- عدم پشتیبانی صحیح از زبان‌های راست‌چین. البته برنامه‌نویسان C++ یا PHP گاهی از PO و محیط Poedit برای آسانی سپردن ترجمه به مترجمان استفاده می‌کنند (پروژه‌های نیازمند مدیریت و نگهداری مناسب).
- پیش نیاز به JDK
- سنگین بودن محیط توسهخ، با توجه به امکاناتی در اختیار شما قرار میدهد سنگین هستش این IDE به نسبت IDE  های ضعیف
- عدم اجرا صحیح امکانات در Mac OSX هست
- برخی اوقات عدم سازگاری با پلاگین که باعث عدم کارایی IDE تا غیر فعال کردن اون پلاگین میشود
- تحریم ما توسط شرکت توسعه دهنده Orcale می باشد.